# チュウゴクオオサンショウウオ
チュウゴクオオサンショウウオ (Andrias davidianus) は、両生綱有尾目オオサンショウウオ科オオサンショウウオ属に分類される有尾類。別名シナハンザキ、タイリクオオサンショウウオ。

## 分布
中華人民共和国（黄河・珠江・長江水系）の山岳の河川に生息している。
日本（鴨川水系）、台湾などに移入。

## 形態
全長100センチメートル。皮膚の表面に疣状の突起は少なく対になり、体側面の隆起も目立たない。大型の薄褐色の斑紋が入る個体が多い。
同属のオオサンショウウオと比較すると眼がやや大型で、吻端が扁平な傾向がある。一方で外観ではオオサンショウウオとの明瞭な識別形態は少ない。

## 分類
中国に生息するオオサンショウウオ属はチュウゴクサンショウウオ一種とされていたが、2018年の研究ではこの種は少なくとも5種の隠蔽種で構成されているものと考えられた。2019年に博物館に所蔵されていた1922年以前に採取された5標本と1992年に黄山で採取した4サンプルのミトコンドリアDNAのシトクロムbの分子系統推定から、遺伝的距離が大きいとしてシノニムとされていたスライゴオオサンショウウオ（Andrias sligoi）を復活させ南部（珠江水系）個体群を独立種とする説が提唱された。この種名は、1924年に香港から同種をロンドン動物園へ寄贈した、第6代スライゴ侯爵ジョージ・ブラウンにちなんだものである。2022年にはAndrias jiangxiensis（Jiangxi giant salamander）、2023年にはAndrias cheni（Qimen giant salamander）がそれぞれ新種として記載された。

## 生態
標高100 - 2,000メートル（主に300 - 900メートル）にある河川の上・中流域に生息する。幼体は水深の浅い場所で、大型個体は水深の深い場所で生活する。夜行性で、昼間は水中の岩場などで休む。
魚類、カエル、水生昆虫、甲殻類などを食べる。幼体を共食いしたり、鳥類を捕食した例もある。
繁殖形態は卵生。5 - 9月（主に7 - 9月）に水中の石の下などに、数珠状に繋がった200 - 1,500個の卵を産む。卵は飼育下では30 - 40日で孵化した例がある。全長40 - 50センチメートルで性成熟する。

## 人間との関係
中国語名「娃娃魚」の由来として、捕まえると赤ん坊（娃娃）のような鳴き声を出すとする俗説がある。
中華人民共和国では食用や美容品とされ、皮革も利用される。食用としては、滋養強壮・貧血防止・月経不順などに効用があると信じられている。中華人民共和国では1960年から養殖が始まり、1970年代には飼育下繁殖に成功している。飼育下繁殖されて3世代目以降の個体のみ食用として利用できるとされる。
1975年のワシントン条約発効時から、オオサンショウオ属単位でワシントン条約附属書Iに掲載されている。中華人民共和国では2010年の時点で国家II級重点保護野生動物として保護の対象とされ、飼育下繁殖や販売にも許可が必要とされる。野生個体の食用禁止、繁殖期の捕獲制限、保護区の設置、植林などの保護対策が進められている。中華人民共和国内で行われた遺伝子学的調査でも水系と遺伝分布が一致しないという解析結果があることから、人為的移入による遺伝子汚染が懸念されている。2022年時点で、遺伝的に純粋な個体群が野生下に存在する種はA. jiangxiensisのみであると考えられる。また、A. sligoiは野生下で絶滅したと考えられており、日本で飼育されていた個体が当該種であると判明したものの、生存個体はオスのみである。
日本では賀茂川水系のオオサンショウウオに対しミトコンドリアDNAの分子系統学的解析を行った結果、本種および本種とオオサンショウウオの種間雑種が含まれていることが判明した。その後、交雑種は広島県佐伯区や、岐阜の長良川や揖斐川でも発見されている。